# Snješko Cerin
Snjezan Cerin, detto Snješko (Zagabria, 19 gennaio 1955), è un ex calciatore jugoslavo, di ruolo attaccante.

## Palmarès

### Club

#### Competizioni nazionali
- Campionato jugoslavo: 1

Dinamo Zagabria: 1981-1982
- Coppa di Jugoslavia: 2

Dinamo Zagabria: 1979-1980, 1982-1983

#### Competizioni internazionali
- Coppa dei Balcani per club: 1

Dinamo Zagabria: 1976

### Individuale
- Capocannoniere della Prva Liga: 1

1981-1982 (19 gol)